# Temür Kutług
Temür Kutług (?, zm. 1400) – chan Złotej Ordy w latach 1397 do 1400.

## Życiorys
Był synem Temür Melika, chana Białej Ordy w latach ok. 1376–1377, który został zabity przez Tochtamysza (zm. 1405 albo 1406). Kiedy Tochtamysz walczył z Timurem (1370–1405) Temür Kutług przeszedł na stronę tego ostatniego. Po klęsce Tochtamysza pod Kondurczą w 1391 roku Timur wysłał Temür Kutługa wraz z innym potomkiem Dżocziego Kuncze-ogłanem i emirem Mangytów Edygejem (zm. 1419), by przyprowadzili do niego podległych im ludzi z terenów Białej Ordy, ci jednak szybko zajęli się poszerzaniem swojej władzy w tym regionie. Kiedy w roku 1395 Tochtamysz został pokonany przez Timura w bitwie nad rzeką Terek i całkowicie stracił kontrolę nad Złotą Ordą, zachęcany do tego przez Edygeja Temür Kutług rozpoczął działania mające na celu zdobycie chańskiego tronu. W roku 1396 Tochtamysz zaatakował Krym, rozpoczynając tym samym kampanię mającą na celu ponowne opanowanie terytorium Złotej Ordy. W roku 1398 został jednak pokonany przez Temür Kutługa i uciekł do wielkiego księcia litewskiego Witolda (1401–1430). Temür Kutług domagał się od Witolda wydania Tochtamysza, ten jednak odmówił i wyprawił się przeciwko niemu, rozbijając obóz nad rzeką Worsklą. Według latopisów Temür Kutług miał przerazić się ogromnej armii Witolda i skłaniać się ku zawarciu pokoju. Kiedy do jego armii dołączył Edygej przekonał go jednak do podjęcia walki i ich połączone siły w sierpniu 1399 roku zadały druzgocącą klęskę armii Witolda i Tochtamysza w bitwie nad rzeką Worsklą. Edygej odgrywał dominującą rolę podczas panowania Temür Kutługa, który w dziedzinie polityki zagranicznej pozostawał lojalny w stosunku do Timura. Temür Kutług zmarł w roku 1400. Jego syn, Temür-chan, został krótkotrwałym chanem Złotej Ordy w roku 1411.